# Uraeginthus
Genre
Uraeginthus est un genre de passereaux appartenant à la famille des Estrildidés

## Liste d'espèces
Selon la classification de référence du Congrès ornithologique international (version 2.11, 2011) :
- Uraeginthus angolensis – Cordonbleu d'Angola
- Uraeginthus bengalus – Cordonbleu à joues rouges
- Uraeginthus cyanocephalus – Cordonbleu cyanocéphale
- Uraeginthus granatinus – Cordonbleu grenadin
- Uraeginthus ianthinogaster – Cordonbleu violacé